# Nukuti járás

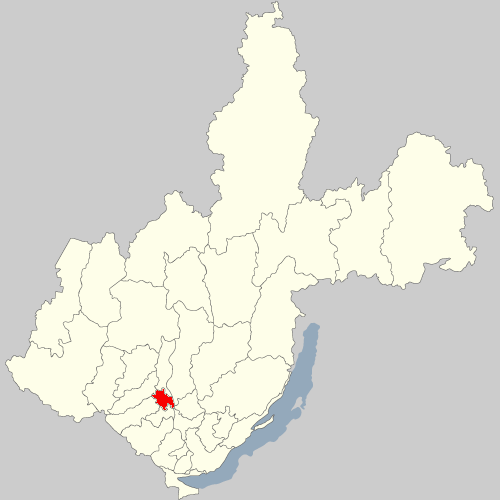
A Nukuti járás az Irkutszki területen

A Nukuti járás (oroszul Нуку́тский райо́н, burjátul Нγхэдэй аймаг) Oroszország egyik járása az Irkutszki területen. Székhelye Novonukutszkij.

## Népesség
- 1989-ben 17 110 lakosa volt.
- 2002-ben 17 209 lakosa volt.
- 2010-ben 15 743 lakosa volt, melyből 7328 orosz, 7300 burját, 802 tatár stb.